# ケビン・ヤング
ケビン・カーティス・ヤング（Kevin Curtis Young, 1966年9月16日 - ）は、アメリカ合衆国・ロサンゼルス生まれの元陸上競技選手。1992年バルセロナオリンピック男子400メートルハードルの金メダリストである。

## 経歴
カリフォルニア大学ロサンゼルス校の学生のとき1987年と1988年のNCAAで、400メートルハードルで優勝。
ヤングは1987年のパンアメリカンゲームズで国際デビューし、2位でフィニッシュした。1988年ソウルオリンピックでは4位で、エドウィン・モーゼスのひとつ後ろであった。また、1991年の世界陸上では再び4位に入った。
1992年、ヤングは全米選手権で初のタイトルを獲得し、バルセロナオリンピックを46秒78の世界新記録で優勝した。2018年6月アブデラマン・サンバが46秒98の記録を出すまで400メートルハードルで47秒を切っている者は彼しかいなかった。彼はハードル間を12歩（1歩あたりおよそ2.7メートル）で走り、後に13歩に切り替える。これはヤングのみが完璧に行える技術である。
ヤングの世界記録の走りは他の点で目立った。当然速かったこともあったが、オリンピックの決勝でヤングは最終ハードルをスムーズに越えられなかっただけでなく（ハードリングの下降中、ハードルをかすめつまずいた）、後続選手を大きく引き離し、減速し、腕を上げてフィニッシュラインを越えた。なお、同じくバルセロナの200メートル準決勝で、マイク・マーシュも似たようにゴール前で減速し、当時のオリンピックレコードの19秒73でフィニッシュした。
1993年、ヤングは2度目の全米選手権のタイトルを獲得し、その2週間前の1993年の世界陸上でザンビアのサミュエル・マテテに敗れるまで25連勝した。
なお、ヤングの世界記録46秒78は2021年7月1日、ワンダダイヤモンドリーグオスロで、ノルウェーのカールステン・ワーホルムによって破られた。加えて、オリンピック記録は同年8月3日、2020年東京オリンピックで上位3選手(カールステン・ワーホルム、ライ・ベンジャミン、アリソン・ドス・サントス)によって破られた。また、世界陸上の大会記録も2022年のオレゴン大会にて、アリソン・ドス・サントスによって破られた。

## 主な成績
| 年   | 大会                   | 場所                         | 結果 | 記録   |
| ---- | ---------------------- | ---------------------------- | ---- | ------ |
| 1988 | オリンピック           | ソウル（大韓民国）           | 4位  | 47秒94 |
| 1991 | 世界陸上競技選手権大会 | 東京（日本）                 | 4位  | 48秒01 |
| 1992 | オリンピック           | バルセロナ（スペイン）       | 1位  | 46秒78 |
| 1993 | 世界陸上競技選手権大会 | シュトゥットガルト（ドイツ） | 1位  | 47秒18 |

## 記録
- 400メートルハードル　46秒78　（1992年8月6日、元世界記録、世界歴代4位）
- 200メートルハードル　22秒74　（1992年8月31日、世界歴代6位）